# Matilda (araña)
Matilda australia es una especie de araña araneomorfa de la familia Cyatholipidae. Es la única especie del género monotípico Matilda.  Es nativa de Australia, donde se encuentra en Queensland y Nueva Gales del Sur.